# Великий Чаган
Великий Чага́н (каз. Үлкен Шаған) — село у складі Байтерецького району Західноказахстанської області Казахстану. Адміністративний центр Кушумського сільського округу.
У радянські часи село називалось Великий Шаган.
Населення — 1503 особи (2021; 1562 у 2009, 1571 у 1999, 1804 у 1989).